# Cầu lửa
Cầu lửa (tiếng Pháp qua tiếng Latin từ Hy Lạp βολίς bolis, "tên lửa" ) là một loại sao băng rất sáng, nó là một trong những ngôi sao băng phát nổ trong khí quyển. Trong thiên văn học, nó được đề cập đến như một quả cầu lửa sáng tựa mặt trăng tròn và nó thường được xem như một quả cầu lửa. Trong địa chất, một cầu lửa là một nhân tố tác động rất lớn.
Định nghĩa mô tả một cầu lửa như một quả cầu lửa đạt tới cường độ biểu kiến − 14 hoặc sáng hơn — sáng hơn gấp đôi so với trăng tròn. Một định nghĩa khác mô tả một cầu lửa giống như bất kỳ cơ quan tác động hình thành miệng núi lửa lớn nào có thành phần (ví dụ, cho dù đó là một tiểu hành tinh đá hay kim loại, hay sao chổi băng giá) chưa được biết.
Siêu cầu lửa là một cầu lửa đạt cường độ biểu kiến − 17 hoặc sáng hơn, sáng hơn khoảng 100 lần so với trăng tròn. Các ví dụ gần đây về các siêu sao bao gồm thiên thạch Mill của Sutter và thiên thạch Chelyabinsk.